# Empire of the Sun
Empire of the Sun este o formație australiană de muzică electronică formată din Luke Steele, fost membru al trupei Sleepy Jackson, și Nick Littlemore, fost membru al trupei P'Nau, în Sydney, Australia . Numele trupei este inspirat din romanul Imperiul Soarelui (1984), scris de James Graham Ballard.

## Istoria trupei
Primul single duo-ului, intitulat Walking on a Dream a fost pus la dispoziție pentru descărcare digitală pe 30 august 2008 , și a luat o bună planificare din partea mai multor radio australiene, făcându-l să ajungă pe poziția a XVI-a in topurile single australiene. , și a luat o bună planificare din partea mai multor posturi de radio din Australia, făcându-l să ajungă pe poziția XVI-a în topurile single australiene . Piesa a fost filmată în Shanghai, în China   și a fost regizată de Josh Logue. Al doilea single al grupului, intitulat We are the People , a fost lansat exclusiv prin iTunes .
Albumul de debut al grupului, Walking on a Dream , a fost publicat pe 4 octombrie 2008 , în timp ce șase piese de pe album au fost postate pe MySpace două săptămâni înainte de lansarea albumului . Albumul a debutat în topurile din Australia a opta poziție .
La 5 decembrie 2008 grupul a aparut pe poziția a patra a sondajului realizat de site-ul BBC Sound of 2009 
La 11 martie 2013, a fost eliberat pe pagina lor oficiala pe Facebook și pe YouTube primul trailer pentru noul lor album, Ice on the Dune , programat pentru luna iunie 2013 . Numele trailer-ului este Discovery , nume folosit de Daft Punk , pentru a marca legătura dintre muzica lor cu cea a trupei Empire of the Sun.
După 5 ani de așteptare, pe 15 aprilie 2013 a fost lansat primul single de pe noul album, Alive, care pe 29 aprilie a fost lansat.

## Discografie

### Albume
- Walking on a Dream (2008)
- Ice on the Dune (2013)

### Single
- Walking on a Dream (2008)
- We are the People (2008)
- Standing on the Shore (2009)
- Without You (2009)
- Half Mast (2010)
- Alive (2013)
- DNA (2013)
- Celebrate (2014)